# Lappid (wieś)
Lappid (hebr. לפיד) – wieś położona w samorządzie regionu Hewel Modi’in, w Dystrykcie Centralnym, w Izraelu.
Leży przy granicy terytoriów Autonomii Palestyńskiej.
Osada została założona w 1996.